# 大萼山土瓜
大萼山土瓜（学名：Ipomoea wangii）为旋花科番薯属的植物，是中国的特有植物。分布于中国大陆的云南等地，生长于海拔900米的地区，见于路边灌丛，目前尚未由人工引种栽培。